# Puput de Madagascar
La puput de Madagascar (Upupa epops marginata ) és una subespècie de la puput (Upupa epops) segons la classificació de Clements (2009), però segons la del Congrés Ornitològic Internacional (versió 2.4, 2010), és una espècie de ple dret: Puput de Madagascar (Upupa marginata). És un endemisme de Madagascar.